# Cupa Mondială de Baschet Masculin din 2023 - Grupa E
Grupa E de la Cupa Mondială de Baschet Masculin din 2023 a fost o grupă preliminară din cadrul Cupei Mondiale de Baschet Masculin din 2023 care și-a desfășurat meciurile la Okinawa Arena, Okinawa. Echipele care au făcut parte din această grupă au fost: Australia, Finlanda, Germania și Japonia. Fiecare echipă va juca cu fiecare echipă, primele două se vor califica pentru a doua rundă, iar ultimele două pentru stabilirea clasamentului.

## Echipe
| Echipă    | Calificare                      | Calificare        | Apariție | Apariție | Apariție     | Cea mai bună performanță | CM |
| Echipă    | Ca                              | Dată              | Ultima   | Total    | Continuitate | Cea mai bună performanță | CM |
| --------- | ------------------------------- | ----------------- | -------- | -------- | ------------ | ------------------------ | -- |
| Australia | Primele trei locuri din Grupa I | 11 noiembrie 2022 | 2019     | 13       | 5            | locul 4 (2019)           | 3  |
| Finlanda  | Primele trei locuri din Grupa J | 28 august 2022    | 2014     | 2        | 1            | locul 22 (2014)          | 24 |
| Germania  | Primele trei locuri din Grupa J | 11 noiembrie 2022 | 2019     | 7        | 2            | locul 2 (2002)           | 31 |
| Japonia   | Țară gazdă                      | 9 decembrie 2017  | 2019     | 6        | 2            | locul 11 (1967)          | 38 |

## Clasament
| Loc | Echipa    | M | V | Î | PM  | PP  | DP  | P | Calificare                               |
| --- | --------- | - | - | - | --- | --- | --- | - | ---------------------------------------- |
| 1   | Germania  | 3 | 3 | 0 | 267 | 220 | +47 | 6 | Avansează în Etapa a doua                |
| 2   | Australia | 3 | 2 | 1 | 289 | 246 | +43 | 5 | Avansează în Etapa a doua                |
| 3   | Japonia   | 3 | 1 | 2 | 250 | 278 | -28 | 4 | Calificare pentru meciurile de clasament |
| 4   | Finlanda  | 3 | 0 | 3 | 235 | 297 | -62 | 3 | Calificare pentru meciurile de clasament |

Legendă:
M = meciuri jucate, V = victorii, Î = înfrângeri, PM = puncte marcate, PP = puncte primite, DP = diferență de puncte, P = puncte

## Meciuri

### Finlanda vs. Australia
| 25 august 2023 17:00 |

| Boxscore |

| Finlanda                                                    | 72–98 | Australia                                 |
| Scorul pe sferturi: 21–17, 19–28, 14–25, 18–28              |       |                                           |
| Pt: Markkanen 19 Rec: Markkanen 8 Pase: Little, Markkanen 4 |       | Pt: Mills 25 Rec: Giddey 9 Pase: Giddey 8 |

### Germania vs. Japonia
| 25 august 2023 21:10 |

| Boxscore |

| Germania                                                      | 81–63 | Japonia                                                 |
| Scorul pe sferturi: 23–11, 30–20, 16–16, 12–16                |       |                                                         |
| Pt: M. Wagner 25 Rec: M. Wagner 9 Pase: Schröder, F. Wagner 5 |       | Pt: Watanabe 20 Rec: Hawkinson 10 Pase: trei jucători 3 |

### Australia vs. Germania
| 27 august 2023 17:30 |

| Boxscore |

| Australia                                      | 82–85 | Germania                                          |
| Scorul pe sferturi: 25–24, 19–25, 22–13, 16–23 |       |                                                   |
| Pt: Mills 21 Rec: Cooks, Mills 5 Pase: Mills 6 |       | Pt: Schröder 30 Rec: Voigtmann 6 Pase: Schröder 8 |

### Japonia vs. Finlanda
| 27 august 2023 21:10 |

| Boxscore |

| Japonia                                             | 98–88 | Finlanda                                                  |
| Scorul pe sferturi: 22–15, 14–31, 27–27, 35–15      |       |                                                           |
| Pt: Hawkinson 28 Rec: Hawkinson 19 Pase: Kawamura 9 |       | Pt: Markkanen 27 Rec: Markkanen 12 Pase: patru jucători 5 |

### Germania vs. Finlanda
| 29 august 2023 16:30 |

| Boxscore |

| Germania                                                    | 101–75 | Finlanda                                        |
| Scorul pe sferturi: 19–22, 28–17, 29–16, 25–20              |        |                                                 |
| Pt: Bonga, Schröder 15 Rec: Hollatz, Voigtmann 4 Pase: Lô 5 |        | Pt: Nkamhoua 14 Rec: Jantunen 5 Pase: Maxhuni 6 |

### Australia vs. Japonia
| 29 august 2023 20:10 |

| Boxscore |

| Australia                                      | 109–89 | Japonia                                                               |
| Scorul pe sferturi: 25–17, 32–18, 30–35, 22–19 |        |                                                                       |
| Pt: Giddey 26 Rec: Cooks 16 Pase: Giddey 11    |        | Pt: Hawkinson 33 Rec: Hawkinson, Watanabe 7 Pase: Kawamura, Togashi 7 |